# Ingrid Lotz
Ingrid Lotz (n. 11 martie 1934, Malliß, Republica Democrată Germană, Germania) este o atletă ce a reprezentat Germania, medaliată olimpică. A participat la o ediție a Jocurilor Olimpice (1964) în care a câștigat medalia de argint în proba de aruncarea discului.

## Palmares
| An   | Competiție           | Locație            | Loc | Note  |
| ---- | -------------------- | ------------------ | --- | ----- |
| 1964 | Jocurile Olimpice    | Tokio, Japonia     | 2   | 57,21 |
| 1966 | Campionatul European | Budapesta, Ungaria | 6   | 53,34 |